# Galatasaray Istanbul/Saison 2022/23

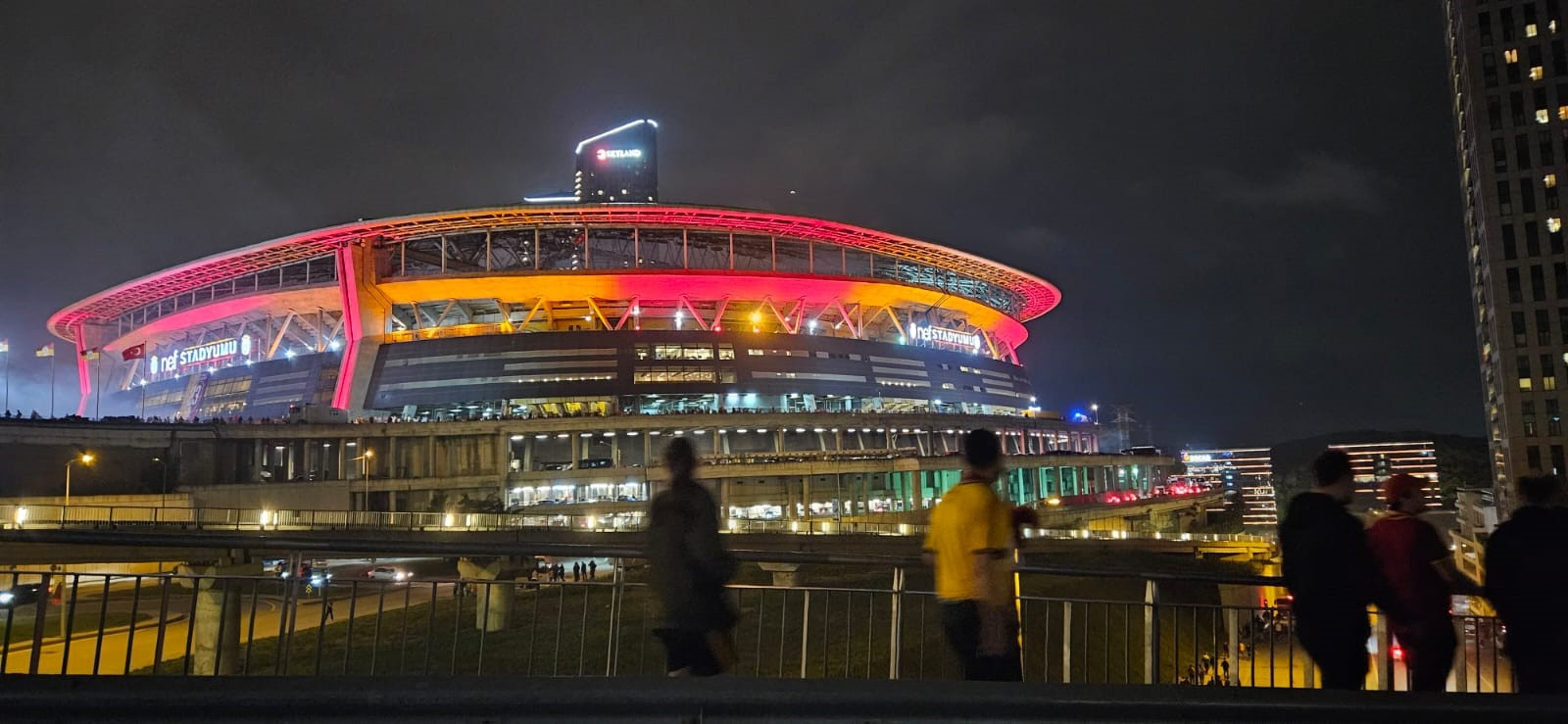
Das Nef Stadyumu

Die Saison 2022/23 von Galatasaray Istanbul war die 115. Saison in der Vereinsgeschichte und die 65. Saison in der türkischen Liga, der Süper Lig. Der Klub beendete die Saison auf dem 1. Platz und wurde zum 23 Mal türkischer Meister. Die Türkiye Kupası endete für Galatasaray Istanbul im Viertelfinale.

## Personalien

### Kader
| Nr.        | Nat.                | Name                | Geburtsdatum  | im Verein seit | vorheriger Verein   |
| Torhüter   | Torhüter            | Torhüter            | Torhüter      | Torhüter       | Torhüter            |
| ---------- | ------------------- | ------------------- | ------------- | -------------- | ------------------- |
| 01         | Uruguay Italien     | Fernando Muslera    | 16. Juni 1986 | 2011           | Lazio Rom           |
| 34         | Turkei              | Okan Kocuk          | 27. Juli 1995 | 2019           | Bursaspor           |
| 50         | Turkei              | Jankat Yılmaz       | 16. Aug. 2004 | 2019           | eigene Jugend       |
| Abwehr     |                     |                     |               |                |                     |
| 02         | Frankreich          | Léo Dubois          | 14. Sep. 1994 | 2022           | Olympique Lyon      |
| 04         | Danemark            | Mathias Ross        | 15. Jan. 2001 | 2022           | Aalborg BK          |
| 23         | Turkei              | Kaan Ayhan a.       | 10. Nov. 1994 | 2023           | US Sassuolo Calcio  |
| 25         | Danemark            | Victor Nelsson      | 14. Okt. 1998 | 2021           | FC Kopenhagen       |
| 32         | Kanada              | Sam Adekugbe a.     | 16. Jan. 1995 | 2023           | Hatayspor           |
| 40         | Turkei              | Emin Bayram         | 2. Apr. 2003  | 2013           | eigene Jugend       |
| 42         | Turkei              | Abdülkerim Bardakcı | 7. Sep. 1994  | 2022           | Konyaspor           |
| 88         | Turkei              | Kazımcan Karataş    | 16. Jan. 2003 | 2022           | Altay İzmir         |
| 93         | Kamerun Frankreich  | Sacha Boey          | 13. Sep. 2000 | 2021           | Stade Rennes        |
| Mittelfeld |                     |                     |               |                |                     |
| 05         | Uruguay             | Lucas Torreira      | 11. Feb. 1996 | 2022           | FC Arsenal          |
| 06         | Norwegen            | Fredrik Midtsjø     | 11. Aug. 1993 | 2022           | AZ Alkmaar          |
| 17         | Italien             | Nicolò Zaniolo      | 2. Juli 1999  | 2023           | AS Rom              |
| 22         | Turkei Schweiz      | Berkan Kutlu        | 25. Jan. 1998 | 2021           | Alanyaspor          |
| 27         | Portugal            | Sérgio Oliveira     | 2. Juni 1992  | 2022           | FC Porto            |
| 63         | Turkei              | Baran Aksaka        | 29. Jan. 2003 | 2022           | eigene Jugend       |
| 64         | Spanien             | Juan Mata           | 28. Apr. 1988 | 2022           | Manchester United   |
| 81         | Turkei              | Hamza Akman         | 27. Sep. 2004 | 2020           | eigene Jugend       |
| Angriff    |                     |                     |               |                |                     |
| 07         | Turkei              | Kerem Aktürkoğlu    | 21. Okt. 1998 | 2020           | 24 Erzincanspor     |
| 10         | Belgien             | Dries Mertens       | 6. Mai 1987   | 2022           | SSC Neapel          |
| 11         | Turkei              | Yunus Akgün         | 7. Juli 2000  | 2015           | eigene Jugend       |
| 18         | Frankreich Senegal  | Bafétimbi Gomis     | 6. Aug. 1985  | 2022           | al-Hilal            |
| 26         | Kosovo Albanien     | Milot Rashica a.    | 28. Juni 1996 | 2022           | Norwich City        |
| 30         | Osterreich          | Yusuf Demir         | 2. Juni 2003  | 2022           | SK Rapid Wien       |
| 53         | Turkei              | Barış Alper Yılmaz  | 23. Mai 2000  | 2021           | Keçiörengücü        |
| 99         | Argentinien Italien | Mauro Icardi a.     | 19. Feb. 1993 | 2022           | Paris Saint-Germain |

#### Transfers
| Zugänge | Abgänge |
| Sommer 2022 | Sommer 2022 |
| --- | --- |
| - Emre Akbaba (Alanyaspor) w.a. - Yunus Akgün (Adana Demirspor) w.a. - Hamza Akman (eigene Jugend) - Baran Aksaka (eigene Jugend) - Abdülkerim Bardakcı (Konyaspor) - Berk Balaban (eigene Jugend) - Metehan Baltacı (İskenderunspor) w.a. - Emin Bayram (Boluspor) w.a. - Oğulcan Çağlayan (Eyüpspor) - Léo Dubois (Olympique Lyon) - Kazımcan Karataş (Altay İzmir) - Okan Kocuk (Giresunspor) w.a. - Fredrik Midtsjø (AZ Alkmaar) - Christian Luyindama (al-Taawoun) w.a. - Sérgio Oliveira (FC Porto) - Haris Seferović (Benfica Lissabon) a. | - Ryan Babel (Eyüpspor) - Halil Dervişoğlu (FC Brentford) w.a. - Bartuğ Elmaz (Olympique Marseille) - Sofiane Feghouli (Vertragsende; Ziel unbekannt) - Aytaç Kara (Kasımpaşa Istanbul) - Semih Kaya (Karriereende) - Ali Yavuz Kol (Adana Demirspor) - Marcão (FC Sevilla) - Mostafa Mohamed (FC Nantes) a. - Olimpiu Moruțan (Pisa Sporting Club) a. - Alpaslan Öztürk (Eyüpspor) a. - Fatih Öztürk (Vertragsende; Ziel unbekannt) - Iñaki Peña (FC Barcelona) w.a. - Erick Pulgar (AC Florenz) w.a. - Jesse Sekidika (Eyüpspor) - Arda Turan (Vertragsende; Ziel unbekannt) |
| nach Saisonbeginn | |
| - Sam Adekugbe (Hatayspor) a. - Kaan Ayhan (US Sassuolo Calcio) a. - Yusuf Demir (SK Rapid Wien) - Mauro Icardi (Paris Saint-Germain) a. - Juan Mata (Manchester United) - Dries Mertens (SSC Neapel) - Milot Rashica (Norwich City) a. - Mathias Ross (Aalborg BK) - Lucas Torreira (FC Arsenal) - Nicolò Zaniolo (AS Rom) | - Emre Akbaba (Adana Demirspor) - Taylan Antalyalı (MKE Ankaragücü) a. - Işık Kaan Arslan (Sarıyer SK) a. - Berk Balaban (İskenderunspor) a. - Metehan Baltacı (Manisa FK) a. - Ömer Bayram (Eyüpspor) - Oğulcan Çağlayan (Giresunspor) a. - Alexandru Cicâldău (Al-Ittihad Kalba SC) a. - Omar Elabdellaoui (Vertragsauflösung) - Emre Kılınç (MKE Ankaragücü) a. - Christian Luyindama (Antalyaspor) a. - Bauthan Şen (Fatih Karagümrük SK) a. - Haris Seferović (Benfica Lissabon) w.a.                                                                                     |

### Sportliche Leitung und Vereinsführung
| Name                                | Funktion                      |
| Trainer- und Betreuerstab           |                               |
| Okan Buruk                          | Cheftrainer                   |
| Ismael García Gómez                 | Co-Trainer                    |
| İrfan Saraloğlu                     | Co-Trainer                    |
| Moritz Volz                         | Co-Trainer                    |
| Fadıl Koşutan                       | Torwarttrainer                |
| Can Okuyucu                         | Torwarttrainer                |
| Kaan Arısoy                         | Leistungsdiagnostiker         |
| Gürkan Fuat Demir                   | Leistungsdiagnostiker         |
| Dursun Genç                         | Leistungsdiagnostiker         |
| Yusuf Köklü                         | Leistungsdiagnostiker         |
| Serhat Doğan                        | Videoanalyst                  |
| Can Mutlu                           | Videoanalyst                  |
| Yılmaz Yüksel                       | Videoanalyst                  |
| Yener İnce                          | Mannschaftsarzt               |
| Hasan Çelik                         | Zeugwarte                     |
| İlyas Gökçe                         | Zeugwarte                     |
| Veli Muğlı                          | Zeugwarte                     |
| Sportliche Leitung und Organisation |                               |
| Cenk Ergün                          | Geschäftsführer Sport         |
| Präsidium/Vorstand                  |                               |
| Dursun Özbek                        | Vorstandsvorsitzender         |
| Erden Timur                         | stellv. Vorstandsvorsitzender |
| Ural Aküzüm                         | Mitglied des Präsidiums       |
| Nihat Kırmızı                       | Mitglied des Präsidiums       |
| Özen Kuzu                           | Mitglied des Präsidiums       |
| Murat Tacir                         | Mitglied des Präsidiums       |

## Saison

Türkischer Meisterschaftspokal (2023)

Alle Ergebnisse aus Sicht von Galatasaray Istanbul.
Die Tabelle listet alle Süper-Lig-Spiele des Vereins der Saison 2022/23 auf. Siege sind grün, Unentschieden gelb und Niederlagen rot markiert.

### Süper Lig
| ST | Datum              | Gegner                 | Ort                                    | Ergebnis  | Tor(e) für Galatasaray Istanbul | Karte(n) für Galatasaray Istanbul                                                          | Zuschauer |
| -- | ------------------ | ---------------------- | -------------------------------------- | --------- | --- | ------------------------------------------------------------------------------------------ | --------- |
| 01 | 7. August 2022     | Antalyaspor            | Antalya Stadyumu                       | 1:0 (0:0) | 1:0 Gomis (90.) | Nelsson (14.), Kutlu (45.), Muslera (45.+2'), Gomis (90.+3')                               | 20.085    |
| 02 | 13. August 2022    | Giresunspor            | Nef Stadyumu, Istanbul                 | 0:1 (0:0) | keine | Oliveira (16.), van Aanholt (39.), Aktürkoğlu (73.)                                        | 45.512    |
| 03 | 19. August 2022    | Ümraniyespor           | Atatürk-Olympiastadion, Istanbul       | 1:0 (0:0) | 1:0 Gomis (86.) | Bardakcı (35.), Boey (90.+2')                                                              | 12.095    |
| 04 | 28. August 2022    | Trabzonspor            | Medical Park Stadyumu, Trabzon         | 0:0       | keine | Akgün (15.), Aktürkoğlu (45.+4')                                                           | 34.803    |
| 05 | 5. September 2022  | Gaziantep FK           | Nef Stadyumu, Istanbul                 | 2:1 (1:1) | 1:1 Gomis (36.), 2:1 Kitsiou (90.+1' Eigentor) | Bardakcı (31.), Oliveira (39.), Torreira (45.), Bardakcı (45.)                             | 43.783    |
| 06 | 11. September 2022 | Kasımpaşa Istanbul     | Recep Tayyip Erdoğan Stadı, Istanbul   | 3:2 (1:1) | 1:1 Gomis (20.), 2:1 Aktürkoğlu (50.), 3:1 Aktürkoğlu (69.) | keine                                                                                      | 06.261    |
| 07 | 16. September 2022 | Konyaspor              | Nef Stadyumu, Istanbul                 | 2:1 (1:1) | 1:1 Oliveira (1.), 2:1 Calvo (82. Eigentor) | Aktürkoğlu (21.), Icardi (89.), Muslera (89.), Midtsjø (90.+9')                            | 46.647    |
| 08 | 1. Oktober 2022    | Adana Demirspor        | Yeni Adana Stadyumu                    | 0:0       | keine | Boey (50.), Torreira (84.), Mata (90.+3'), Bardakcı (90.+4'), Yılmaz (90.+8')              | 29.327    |
| 09 | Spielfrei          | Spielfrei              | Spielfrei                              | Spielfrei | Spielfrei | Spielfrei                                                                                  | Spielfrei |
| 10 | 15. Oktober 2022   | Kayserispor            | Kayseri Kadir Has Stadı                | 1:2 (0:2) | 1:2 Yılmaz (86.) | Boey (29.)                                                                                 | 16.441    |
| 11 | 23. Oktober 2022   | Alanyaspor             | Nef Stadyumu, Istanbul                 | 2:2 (2:0) | 1:0 Mertens (11.), 2:0 Icardi (22.) | Boey (31.), Bardakcı (90.+4'), Muslera (32.), Rashica (45.+3'), Kutlu (90.+2')             | 44.236    |
| 12 | 28. Oktober 2022   | Fatih Karagümrük SK    | Atatürk-Olympiastadion, Istanbul       | 2:0 (0:0) | 1:0 Taşdemir (60.), 2:0 Mata (85.) | Bayram (78.)                                                                               | 08.579    |
| 13 | 5. November 2022   | Beşiktaş Istanbul      | Nef Stadyumu, Istanbul                 | 2:1 (1:1) | 1:0 Icardi (18.), 2:1 Icardi (59.) | Mertens (42.), Oliveira (89.), Torreira (90.+2')                                           | 49.788    |
| 14 | 12. November 2022  | Istanbul Başakşehir FK | Başakşehir Fatih Terim Stadı, Istanbul | 7:0 (3:0) | 1:0 Aktürkoğlu (14.), 2:0 Icardi (45. Foulelfmeter), 3:0 Ndayishimiye (45+3.' Eigentor), 4:0 Aktürkoğlu (59.), 5:0 Mertens (65.), 6:0 Aktürkoğlu (85.), 7:0 Bardakcı (88.) | Rashica (75.), Muslera (76.)                                                               | 07.771    |
| 15 | 25. Dezember 2022  | İstanbulspor           | Nef Stadyumu, Istanbul                 | 2:1 (2:0) | 1:0 Gomis (15.), 2:0 Gomis (37.) | Karataş (50.), Mertens (57.), Bardakcı (81.), Torreira (89.)                               | 40.499    |
| 16 | 29. Dezember 2022  | Sivasspor              | Yeni 4 Eylül Stadyumu, Sivas           | 2:1 (1:0) | 1:0 Mertens (27.), 2:0 Yılmaz (90.+5') | van Aanholt (34.), Boey (44.), Oliveira (48.), Mertens (59.), Yılmaz (90.+14')             | 09.532    |
| 17 | 4. Januar 2023     | MKE Ankaragücü         | Nef Stadyumu, Istanbul                 | 2:1 (2:1) | 1:1 Yılmaz (16.), 2:1 Gomis (30.) | Midtsjø (71.), Yılmaz (72.)                                                                | 41.917    |
| 18 | 8. Januar 2023     | Fenerbahçe Istanbul    | Ülker Stadyumu, Istanbul               | 3:0 (1:0) | 1:0 Oliveira (32.), 2:0 Aktürkoğlu (78.), 3:0 Icardi (90.+10') | Boey (26.), Oliveira (26.), Nelsson (34.), Mertens (45.+8'), Kutlu (75.), Icardi (90.+11') | 45.798    |
| 19 | 13. Januar 2023    | Hatayspor              | Nef Stadyumu, Istanbul                 | 4:0 (3:0) | 1:0 Aktürkoğlu (9.), 2:0 Mata (45.+4'), 3:0 Mata (45.+6'), 4:0 Gomis (76.)                                                                                                 | keine                                                                                      | 42.901    |
| 20 | 21. Januar 2023    | Antalyaspor            | Nef Stadyumu, Istanbul                 | 2:1 (0:0) | 1:0 Icardi (49.), 2:1 Floranus (59. Eigentor) | Oliveira (90.+3'), Bardakcı (90.+10')                                                      | 46.684    |
| 21 | 28. Januar 2023    | Giresunspor            | Çotanak Stadyumu, Giresun              | 4:0 (1:0) | 1:0 Mertens (45.+3'), 2:0 Dubois (60.), 3:0 Rashica (88.), 4:0 Akgün (90.+5')                                                                                              | keine                                                                                      | 14.924    |
| 22 | 1. Februar 2023    | Ümraniyespor           | Nef Stadyumu, Istanbul                 | 3:2 (1:2) | 1:1 Bardakcı (32.), 2:2 Icardi (60. Handelfmeter), 3:2 Icardi (83.) | keine                                                                                      | 43.587    |
| 23 | 5. Februar 2023    | Trabzonspor            | Nef Stadyumu, Istanbul                 | 2:1 (1:1) | 1:1 Mertens (18.), 2:1 Icardi (53. Foulelfmeter) | Nelsson (20.)                                                                              | 48.281    |
| 24 |                    | Gaziantep FK           | Kalyon Stadyumu, Gaziantep             | 3:0 1     | |                                                                                            |           |
| 25 | 11. März 2023      | Kasımpaşa Istanbul     | Nef Stadyumu, Istanbul                 | 1:0 (0:0) | 1:0 Zaniolo (57.) | Torreira (47.), Nelsson (75.), Zaniolo (90.+4')                                            | 45.589    |
| 26 | 17. März 2023      | Konyaspor              | Konya Büyükşehir Stadı                 | 1:2 (1:0) | 1:0 Rashica (31.) | Kutlu (36.), Icardi (36.), Boey (61.), Muslera (90.+4')                                    | 28.008    |
| 27 | 1. April 2023      | Adana Demirspor        | Nef Stadyumu, Istanbul                 | 2:0 (0:0) | 1:0 Midtsjø (86.), 2:0 Zaniolo (90.+6' Foulelfmeter) | Oliveira (31.), Mertens (55.), Adekugbe (59.), Boey (90.+12')                              | 44.461    |
| 28 | Spielfrei          | Spielfrei              | Spielfrei                              | Spielfrei | Spielfrei | Spielfrei                                                                                  | Spielfrei |
| 29 | 14. April 2023     | Kayserispor            | Nef Stadyumu, Istanbul                 | 6:0 (4:0) | 1:0 Icardi (18.), 2:0 Rashica (23.), 3:0 Icardi (42. Foulelfmeter), 4:0 Icardi (45.+12'), 5:0 Aktürkoğlu (59.), 6:0 Zaniolo (71.)                                          | Mertens (35.), Adekugbe (80.)                                                              | 42.107    |
| 30 | 18. April 2023     | Alanyaspor             | Bahçeşehir Okulları Stadyumu, Alanya   | 4:1 (2:1) | 1:0 Bardakcı (14.), 2:1 Icardi (42.), 3:1 Mertens (48.), 4:1 Rashica (63.)                                                                                                 | Yılmaz (90.+1')                                                                            | 07.748    |
| 31 | 23. April 2023     | Fatih Karagümrük SK    | Nef Stadyumu, Istanbul                 | 3:3 (2:3) | 1:0 Aktürkoğlu (3.), 2:3 Oliveira (45.+1' Handelfmeter), 3:3 Boey (80.) | keine                                                                                      | 44.809    |
| 32 | 30. April 2023     | Beşiktaş Istanbul      | Vodafone Park, Istanbul                | 1:3 (1:1) | 1:0 Icardi (20.) | Rashica (45.+3'), Yılmaz (72.)                                                             | 39.165    |
| 33 | 8. Mai 2023        | Istanbul Başakşehir FK | Nef Stadyumu, Istanbul                 | 1:0 (1:0) | 1:0 Icardi (45.+8' Handelfmeter) | Boey (38.), Torreira (60.)                                                                 | 47.282    |
| 34 | 16. Mai 2023       | İstanbulspor           | Atatürk-Olympiastadion, Istanbul       | 2:0 (1:0) | 1:0 Icardi (45.+8' Foulelfmeter), 2:0 Icardi (89.) | Midtsjø (71.), Zaniolo (75.)                                                               | 06.196    |
| 35 | 20. Mai 2023       | Sivasspor              | Nef Stadyumu, Istanbul                 | 2:0 (1:0) | 1:0 Icardi (13.), 2:0 Icardi (63.) | Mertens (55.)                                                                              | 44.642    |
| 36 | 30. Mai 2023       | MKE Ankaragücü         | Eryaman Stadyumu, Ankara               | 4:1 (2:1) | 1:0 Icardi (7.), 2:1 Icardi (38.), 3:1 Yılmaz (73.), 4:1 Oliveira (78.) | keine                                                                                      | 17.449    |
| 37 | 4. Juni 2023       | Fenerbahçe Istanbul    | Nef Stadyumu, Istanbul                 | 3:0 (1:0) | 1:0 Zaniolo (28.), 2:0 Icardi (71.), 3:0 Zaniolo (79.) | Nelsson (12.)                                                                              | 50.453    |
| 38 |                    | Hatayspor              | Yeni Hatay Stadyumu                    | 3:0 1     | |                                                                                            |           |

### Türkiye Kupası
Die Tabelle listet alle Spiele des Vereins in der Türkiye Kupası der Saison 2022/23 auf. Siege sind grün und Niederlagen rot markiert.
| Runde | Datum             | Gegner                 | Ort                                  | Ergebnis  | Tor(e) für Galatasaray Istanbul                                                                                                |
| ----- | ----------------- | ---------------------- | ------------------------------------ | --------- | --- |
| 3     | 19. Oktober 2022  | Kastamonuspor          | Nef Stadyumu, Istanbul               | 7:0 (2:0) | 1:0 Işık (27.), 2:0 Seferović (39.), 3:0 Gomis (53.), 4:0 Rashica (56.), 5:0 Ross (65.), 6:0 Aktürkoğlu (74.), 7:0 Akman (81.) |
| 4     | 8. November 2022  | Ofspor                 | Nef Stadyumu, Istanbul               | 2:1 (1:1) | 1:1 Seferović (37.), 2:1 Kutlu (79.)                                                                                           |
| 5     | 22. Dezember 2022 | Ankara Keçiörengücü    | Nef Stadyumu, Istanbul               | 1:0 (0:0) | 1:0 Gomis (82.) |
| AF    | 17. Januar 2023   | Alanyaspor             | Bahçeşehir Okulları Stadyumu, Alanya | 2:1 (2:0) | 1:0 Nelsson (16.), 2:0 Mertens (38.)                                                                                           |
| VF    | 5. April 2023     | Istanbul Başakşehir FK | Nef Stadyumu, Istanbul               | 2:3 (1:2) | 1:1 Ayhan (20.), 2:2 Icardi (51.)                                                                                              |

### Freundschaftsspiele
Diese Tabelle führt die ausgetragenen Freundschaftsspiele auf.

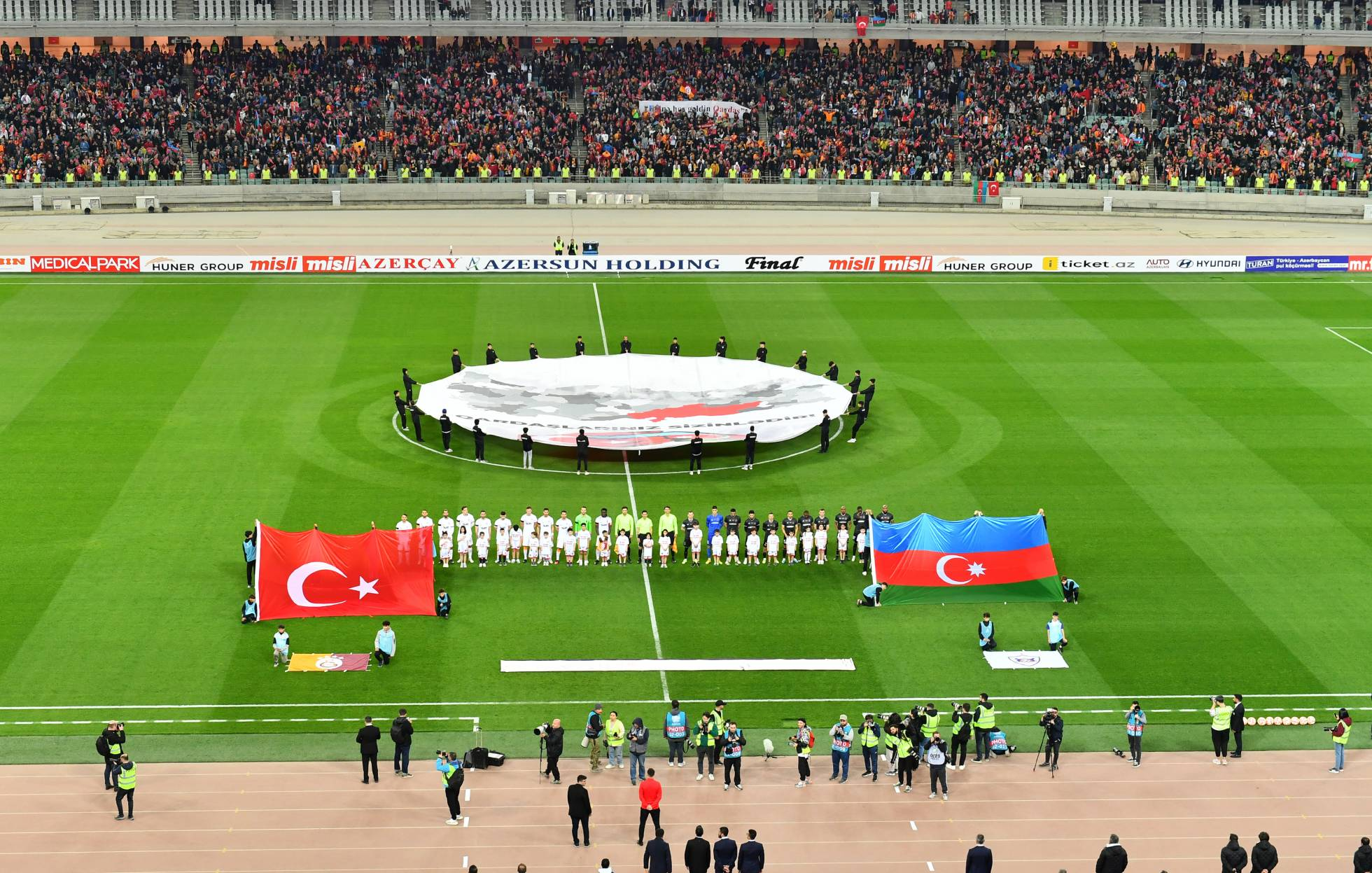
Qarabağ Ağdam und Galatasaray Istanbul vor dem Anpfiff.

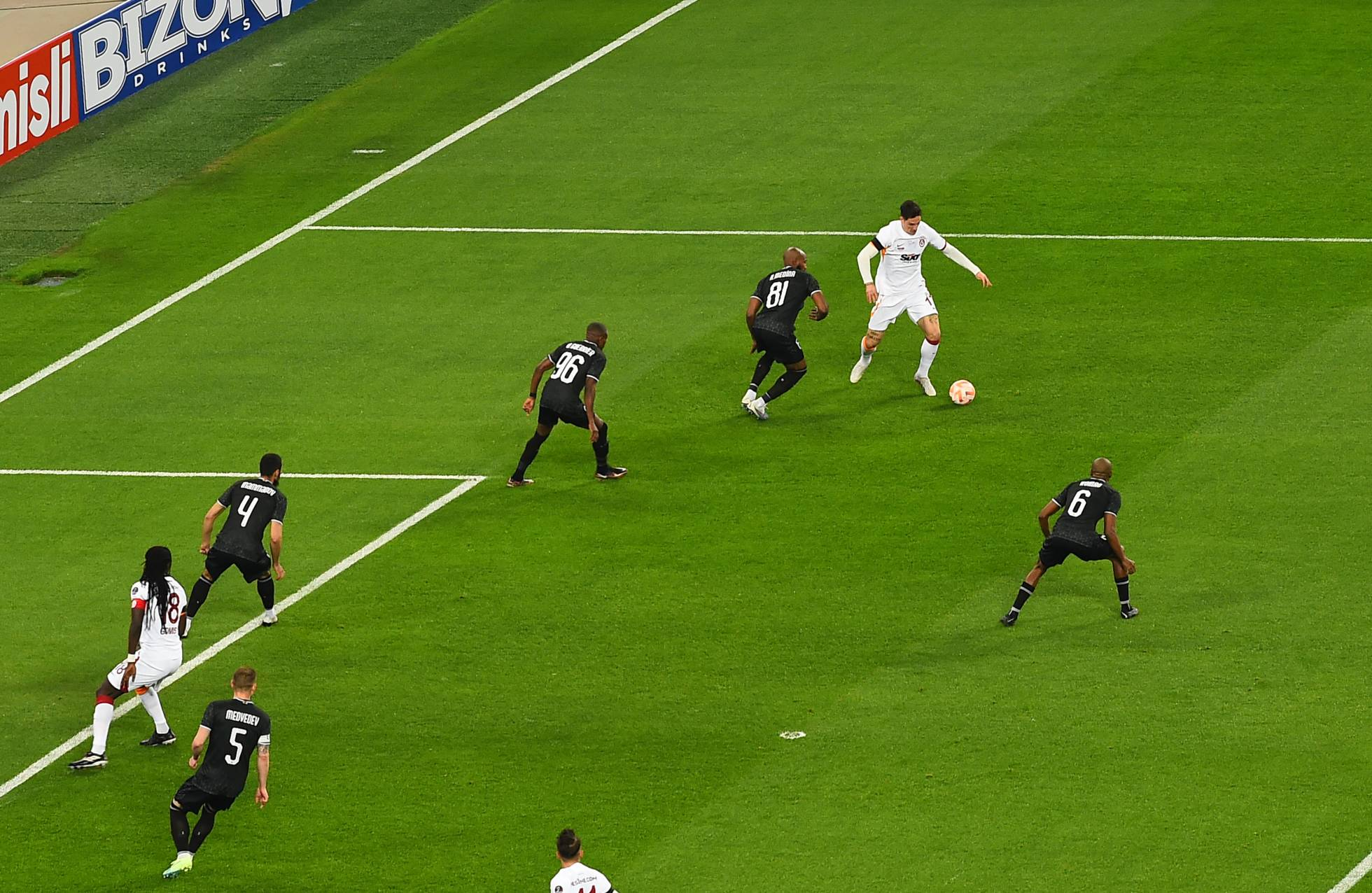
Strafraumszene mit Nicolò Zaniolo.

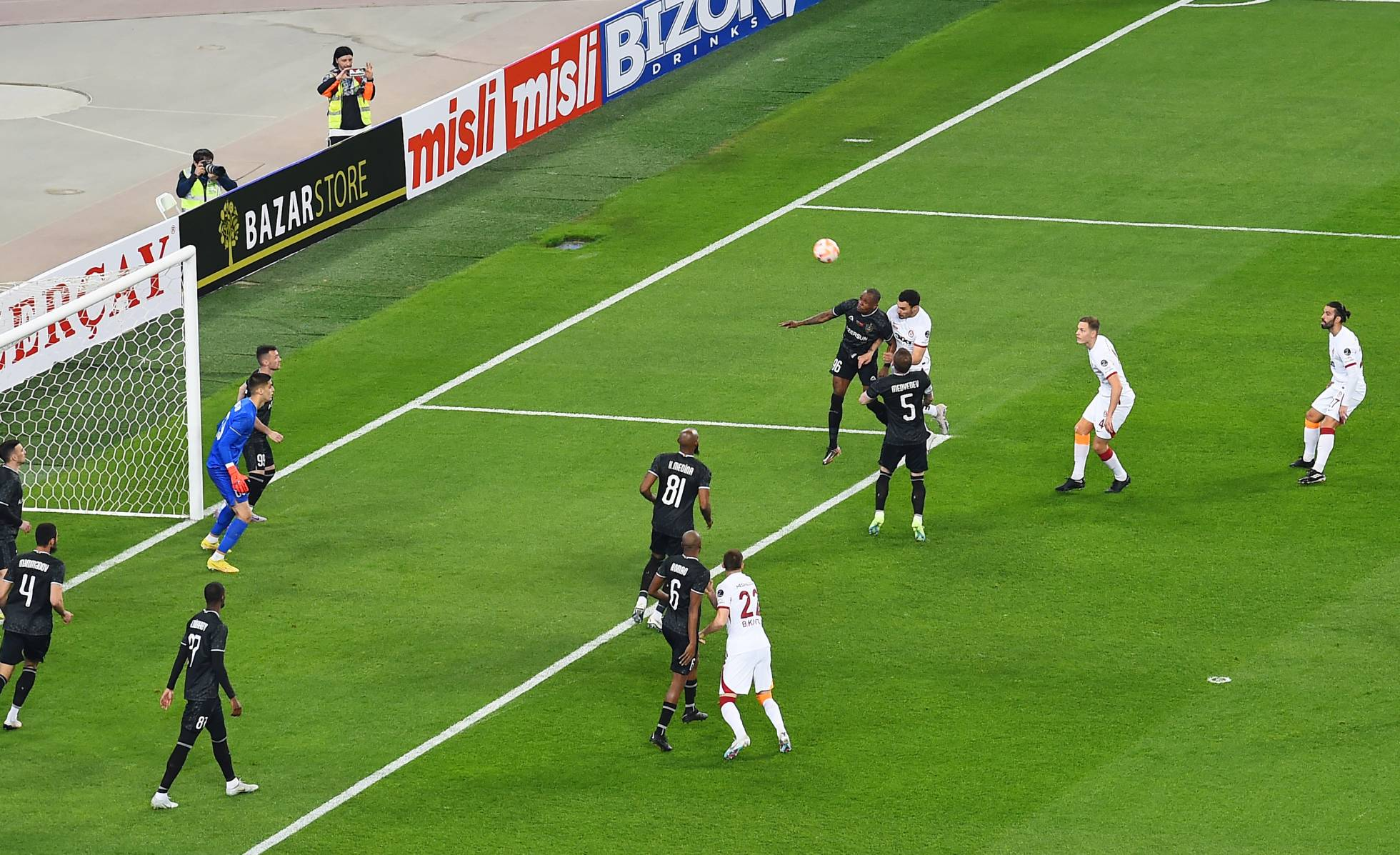
Kopfballduell zwischen Kaan Ayhan und Wilde-Donald Guerrier.

| Datum              | Gegner                | Ort                                  | Ergebnis  | Tor(e) für Galatasaray Istanbul                                                                              |
| ------------------ | --------------------- | ------------------------------------ | --------- | --- |
| 9. Juli 2022       | SK Sturm Graz         | Merkur Arena, Graz                   | 1:2 (1:0) | 1:0 Çağlayan (7.)                                                                                            |
| 13. Juli 2022      | Fehérvár FC           | Profertil Arena Hartberg             | 0:1 (0:1) | keine |
| 16. Juli 2022      | SK Sigma Olmütz       | Profertil Arena Hartberg             | 2:0 (0:0) | 1:0 Akgün (59.), 2:0 Gomis (65.)                                                                             |
| 19. Juli 2022      | FK Pardubice          | Thermenstadion Bad Waltersdorf       | 0:0       | keine |
| 24. Juli 2022      | Kasımpaşa Istanbul    | Nef Stadyumu, Istanbul               | 2:1 (1:1) | 1:0 Aktürkoğlu (30.), 2:1 Seferović (66.)                                                                    |
| 27. Juli 2022      | US Salernitana        | Tivoli Stadion Tirol                 | 1:1 (1:1) | 1:1 Seferović (13.)                                                                                          |
| 31. Juli 2022      | AC Florenz            | Greisbergers Betten-Arena, Grödig    | 2:1 (2:0) | 1:0 Aktürkoğlu (6.), 2:0 Akbaba (42.)                                                                        |
| 24. September 2022 | İstanbulspor          | Nef Stadyumu, Istanbul               | 2:1 (1:1) | 1:0 Yılmaz (12.), 2:1 Icardi (65.)                                                                           |
| 3. Dezember 2022   | Rayo Vallecano        | Nef Stadyumu, Istanbul               | 0:1 (0:1) | keine |
| 6. Dezember 2022   | FC Villarreal         | Nef Stadyumu, Istanbul               | 3:4 (1:4) | 1:3 Gomis (42.), 2:4 Bardakcı (58.), 3:4 Demiroğlu (90.+4' Elfmeter)                                         |
| 10. Dezember 2022  | Adana Demirspor       | Mardan-Stadion, Antalya              | 2:2 (0:1) | 1:1 Demir (50.), 2:2 Demir (75.)                                                                             |
| 16. Dezember 2022  | FC Toulouse           | Mardan-Stadion, Antalya              | 2:1 (1:1) | 1:1 Gomis (45.+4' Elfmeter), 2:1 Mertens (60.)                                                               |
| 22. Januar 2023    | Gençlerbirliği Ankara | Mardan-Stadion, Antalya              | 2:2 (1:0) | 1:0 Icardi (45.), 2:2 Rashica (90.)                                                                          |
| 22. Januar 2023    | Pendikspor            | Mardan-Stadion, Antalya              | 3:1 (0:0) | Kutlu, Akgün, Rashica                                                                                        |
| 26. Februar 2023   | Alanyaspor            | Bahçeşehir Okulları Stadyumu, Alanya | 4:2 (1:1) | 1:1 Rashica (31.), 2:1 Yılmaz (69.), 3:1 Kutlu (77.), 4:2 Zaniolo (90.+4')                                   |
| 4. März 2023       | İstanbulspor          | Necmi Kadıoğlu Stadyumu, Istanbul    | 6:0 (3:0) | 1:0 Rashica (8.), 2:0 Oliveira (19.), 3:0 Gomis (40.), 4:0 Bayram (55.), 5:0 Zaniolo (84.), 6:0 Dubois (88.) |
| 26. März 2023      | Qarabağ Ağdam         | Nationalstadion, Baku                | 2:1 (1:1) | 1:0 Gomis (4.), 2:1 Icardi (87. Elfmeter)                                                                    |

## Statistiken

### Teamstatistik
| Wettbewerb     | Punkte | daheim | daheim | daheim | daheim | daheim | auswärts | auswärts | auswärts | auswärts | auswärts | Gesamt | Gesamt | Gesamt | Gesamt | Gesamt | Tordifferenz |
| Wettbewerb     | Punkte | Sp     | G      | U      | N      | TV     | Sp       | G        | U        | N        | TV       | Sp     | G      | U      | N      | TV     | Tordifferenz |
| -------------- | ------ | ------ | ------ | ------ | ------ | ------ | -------- | -------- | -------- | -------- | -------- | ------ | ------ | ------ | ------ | ------ | ------------ |
| Süper Lig      | 88     | 18     | 15     | 2      | 1      | 41:15  | 18       | 13       | 2        | 3        | 42:12    | 36     | 28     | 4      | 4      | 83:27  | +56          |
| Türkiye Kupası | -      | 4      | 3      | 0      | 1      | 12:4   | 1        | 1        | 0        | 0        | 2:1      | 5      | 4      | 0      | 1      | 14:6   | +8           |
| Gesamt         | 88     | 22     | 18     | 2      | 2      | 53:19  | 19       | 14       | 2        | 3        | 44:13    | 41     | 32     | 4      | 5      | 97:33  | +64          |

### Saisonverlauf
| Spieltag | 1 | 2 | 3 | 4 | 5 | 6 | 7 | 8 | 9 | 10 | 11 | 12 | 13 | 14 | 15 | 16 | 17 | 18 | 19 | 20 | 21 | 22 | 23 | 24 | 25 | 26 | 27 | 28 | 29 | 30 | 31 | 32 | 33 | 34 | 35 | 36 | 37 | 38 |
| -------- | - | - | - | - | - | - | - | - | - | -- | -- | -- | -- | -- | -- | -- | -- | -- | -- | -- | -- | -- | -- | -- | -- | -- | -- | -- | -- | -- | -- | -- | -- | -- | -- | -- | -- | -- |
| Spielort | A | H | A | A | H | A | H | A |   | A  | H  | A  | H  | A  | H  | A  | H  | A  | H  | H  | A  | H  | H  | A  | H  | A  | H  |    | H  | H  | A  | H  | A  | A  | H  | A  | H  | A  |
| Resultat | S | N | S | U | S | S | S | U |   | N  | U  | S  | S  | S  | S  | S  | S  | S  | S  | S  | S  | S  | S  | S  | S  | N  | S  |    | S  | S  | U  | N  | S  | S  | S  | S  | S  | S  |
| Platz    | 5 | 9 | 8 | 7 | 7 | 5 | 2 | 4 | 6 | 7  | 7  | 5  | 3  | 2  | 1  | 1  | 1  | 1  | 1  | 1  | 1  | 1  | 1  | 1  | 1  | 1  | 1  | 1  | 1  | 1  | 1  | 1  | 1  | 1  | 1  | 1  | 1  | 1  |

Quelle: https://www.transfermarkt.de/galatasaray-istanbul/spielplan/verein/141/saison_id/2022
Legende: Spielort: H = Heim; A = Auswärts. Resultat: S = Sieg; U = Unentschieden; N = Niederlage

### Spielerstatistiken
| Spieler             | Süper Lig | Süper Lig | Süper Lig   | Süper Lig  | Türkiye Kupası | Türkiye Kupası | Türkiye Kupası | Türkiye Kupası | Total    | Total | Total       | Total      |
| Spieler             | Einsätze  | Tore      | Gelbe Karte | Rote Karte | Einsätze       | Tore           | Gelbe Karte    | Rote Karte     | Einsätze | Tore  | Gelbe Karte | Rote Karte |
| ------------------- | --------- | --------- | ----------- | ---------- | -------------- | -------------- | -------------- | -------------- | -------- | ----- | ----------- | ---------- |
| Patrick van Aanholt | 10        | 0         | 2           | 0          | 4              | 0              | 0              | 0              | 14       | 0     | 2           | 0          |
| Sam Adekugbe        | 6         | 0         | 2           | 0          | 0              | 0              | 0              | 0              | 6        | 0     | 2           | 0          |
| Emre Akbaba         | 5         | 0         | 0           | 0          | 0              | 0              | 0              | 0              | 5        | 0     | 0           | 0          |
| Yunus Akgün         | 25        | 1         | 1           | 0          | 3              | 0              | 0              | 0              | 28       | 1     | 1           | 0          |
| Hamza Akman         | 1         | 0         | 0           | 0          | 1              | 1              | 1              | 0              | 2        | 1     | 1           | 0          |
| Baran Aksaka        | 1         | 0         | 0           | 0          | 2              | 0              | 0              | 0              | 3        | 0     | 0           | 0          |
| Kerem Aktürkoğlu    | 34        | 9         | 3           | 0          | 4              | 1              | 0              | 0              | 38       | 10    | 3           | 0          |
| Taylan Antalyalı    | 1         | 0         | 0           | 0          | 0              | 0              | 0              | 0              | 1        | 0     | 0           | 0          |
| Kaan Ayhan          | 5         | 0         | 0           | 0          | 1              | 1              | 0              | 0              | 6        | 1     | 0           | 0          |
| Metehan Baltacı     | 0         | 0         | 0           | 0          | 2              | 0              | 0              | 0              | 2        | 0     | 0           | 0          |
| Abdülkerim Bardakcı | 30        | 3         | 5           | 2          | 3              | 0              | 0              | 0              | 33       | 3     | 5           | 2          |
| Emin Bayram         | 7         | 0         | 1           | 0          | 4              | 0              | 0              | 0              | 11       | 0     | 1           | 0          |
| Sacha Boey          | 31        | 1         | 8           | 1          | 2              | 0              | 0              | 0              | 33       | 1     | 8           | 1          |
| Alexandru Cicâldău  | 1         | 0         | 0           | 0          | 0              | 0              | 0              | 0              | 1        | 0     | 0           | 0          |
| Yusuf Demir         | 5         | 0         | 0           | 0          | 1              | 0              | 0              | 0              | 6        | 0     | 0           | 0          |
| Léo Dubois          | 21        | 1         | 1           | 0          | 4              | 0              | 1              | 0              | 25       | 1     | 2           | 0          |
| Bafétimbi Gomis     | 23        | 8         | 1           | 0          | 5              | 2              | 1              | 0              | 28       | 10    | 2           | 0          |
| Mauro Icardi        | 24        | 22        | 3           | 0          | 2              | 1              | 0              | 0              | 26       | 23    | 3           | 0          |
| Kazımcan Karataş    | 11        | 0         | 1           | 0          | 1              | 0              | 0              | 0              | 12       | 0     | 1           | 0          |
| Emre Kılınç         | 2         | 0         | 0           | 0          | 0              | 0              | 0              | 0              | 2        | 0     | 0           | 0          |
| Okan Kocuk          | 2         | 0         | 0           | 0          | 3              | 0              | 1              | 0              | 5        | 0     | 1           | 0          |
| Berkan Kutlu        | 24        | 0         | 4           | 0          | 4              | 1              | 0              | 0              | 28       | 1     | 4           | 0          |
| Juan Mata           | 16        | 3         | 1           | 0          | 2              | 0              | 0              | 0              | 18       | 3     | 1           | 0          |
| Dries Mertens       | 30        | 6         | 7           | 0          | 3              | 1              | 0              | 0              | 33       | 7     | 7           | 0          |
| Fredrik Midtsjø     | 21        | 1         | 3           | 0          | 4              | 0              | 0              | 0              | 25       | 1     | 3           | 0          |
| Fernando Muslera    | 33        | 0         | 5           | 0          | 2              | 0              | 1              | 0              | 35       | 0     | 6           | 0          |
| Victor Nelsson      | 33        | 0         | 5           | 0          | 2              | 1              | 0              | 0              | 35       | 1     | 5           | 0          |
| Sérgio Oliveira     | 32        | 4         | 7           | 0          | 2              | 0              | 0              | 0              | 34       | 4     | 7           | 0          |
| Milot Rashica       | 26        | 4         | 3           | 0          | 4              | 1              | 0              | 0              | 30       | 5     | 3           | 0          |
| Mathias Ross        | 0         | 0         | 0           | 0          | 2              | 1              | 0              | 0              | 2        | 1     | 0           | 0          |
| Haris Seferović     | 10        | 0         | 0           | 0          | 3              | 2              | 0              | 0              | 13       | 2     | 0           | 0          |
| Emre Taşdemir       | 5         | 1         | 0           | 0          | 1              | 0              | 0              | 0              | 6        | 1     | 0           | 0          |
| Lucas Torreira      | 31        | 0         | 6           | 0          | 3              | 0              | 0              | 0              | 34       | 0     | 6           | 0          |
| Barış Alper Yılmaz  | 25        | 4         | 5           | 0          | 5              | 0              | 0              | 0              | 30       | 4     | 5           | 0          |
| Jankat Yılmaz       | 0         | 0         | 0           | 0          | 0              | 0              | 0              | 0              | 0        | 0     | 0           | 0          |
| Nicolò Zaniolo      | 10        | 5         | 1           | 1          | 1              | 0              | 0              | 0              | 11       | 5     | 1           | 1          |

Stand: Saisonende

### Süper-Lig-Zuschauerzahlen
| Stadion (Sponsorenname) | Kapazität | Zuschauer | pro Spiel | Aus- lastung | absolvierte Heimspiele | Geister- spiele | Trikotsponsor | Ärmelsponsor | Ausstatter |
| ----------------------- | --------- | --------- | --------- | ------------ | ---------------------- | --------------- | ------------- | ------------ | ---------- |
| Nef Stadyumu            | 52.223    | 0812.818  | 0045.157  | 086,47 %     | 18                     | 0               | sixt          | Tunç Holding | Nike       |
| Stand: Saisonende       |           |           |           |              |                        |                 |               |              |            |